# 雅子泉站
雅子泉站位于新疆维吾尔自治区哈密市，建于1960年，是兰新铁路的一个车站。距离兰州站1426公里，距上行车站柳树泉站28公里，距下行车站了墩站29公里。该站隶属乌鲁木齐铁路局。

## 业务范围
- 客运：办理旅客乘降；不办理行李、包裹托运；
- 货运：办理整车货物发到